# Gilt Edge
Gilt Edge és una població dels Estats Units a l'estat de Tennessee. Segons el cens del 2000 tenia 489 habitants.

## Demografia
Segons el cens del 2000, Gilt Edge tenia 489 habitants, 190 habitatges, i 145 famílies. La densitat de població era de 64,9 habitants/km².
Dels 190 habitatges en un 35,8% hi vivien nens de menys de 18 anys, en un 67,4% hi vivien parelles casades, en un 8,4% dones solteres, i en un 23,2% no eren unitats familiars. En el 19,5% dels habitatges hi vivien persones soles el 10% de les quals corresponia a persones de 65 anys o més que vivien soles. El nombre mitjà de persones vivint en cada habitatge era de 2,57 i el nombre mitjà de persones que vivien en cada família era de 2,98.
Per edats la població es repartia de la següent manera: un 24,1% tenia menys de 18 anys, un 8,8% entre 18 i 24, un 30,5% entre 25 i 44, un 25,6% de 45 a 60 i un 11% 65 anys o més.
L'edat mediana era de 38 anys. Per cada 100 dones de 18 o més anys hi havia 90,3 homes.
La renda mediana per habitatge era de 46.250 $ i la renda mediana per família de 55.625 $. Els homes tenien una renda mediana de 31.875 $ mentre que les dones 24.375 $. La renda per capita de la població era de 21.491 $. Entorn del 5,8% de les famílies i el 9,7% de la població estaven per davall del llindar de pobresa.

## Poblacions més properes
El següent diagrama mostra les poblacions més properes.